# Orthetrum testaceum
Orthetrum testaceum là loài chuồn chuồn trong họ Libellulidae. Loài này được Burmeister mô tả khoa học đầu tiên năm 1839.